# Bertotovce
Bertotovce – wieś (obec) na Słowacji położona w kraju preszowskim, w powiecie Preszów. Pierwsze wzmianki o miejscowości pochodzą z roku 1320. 

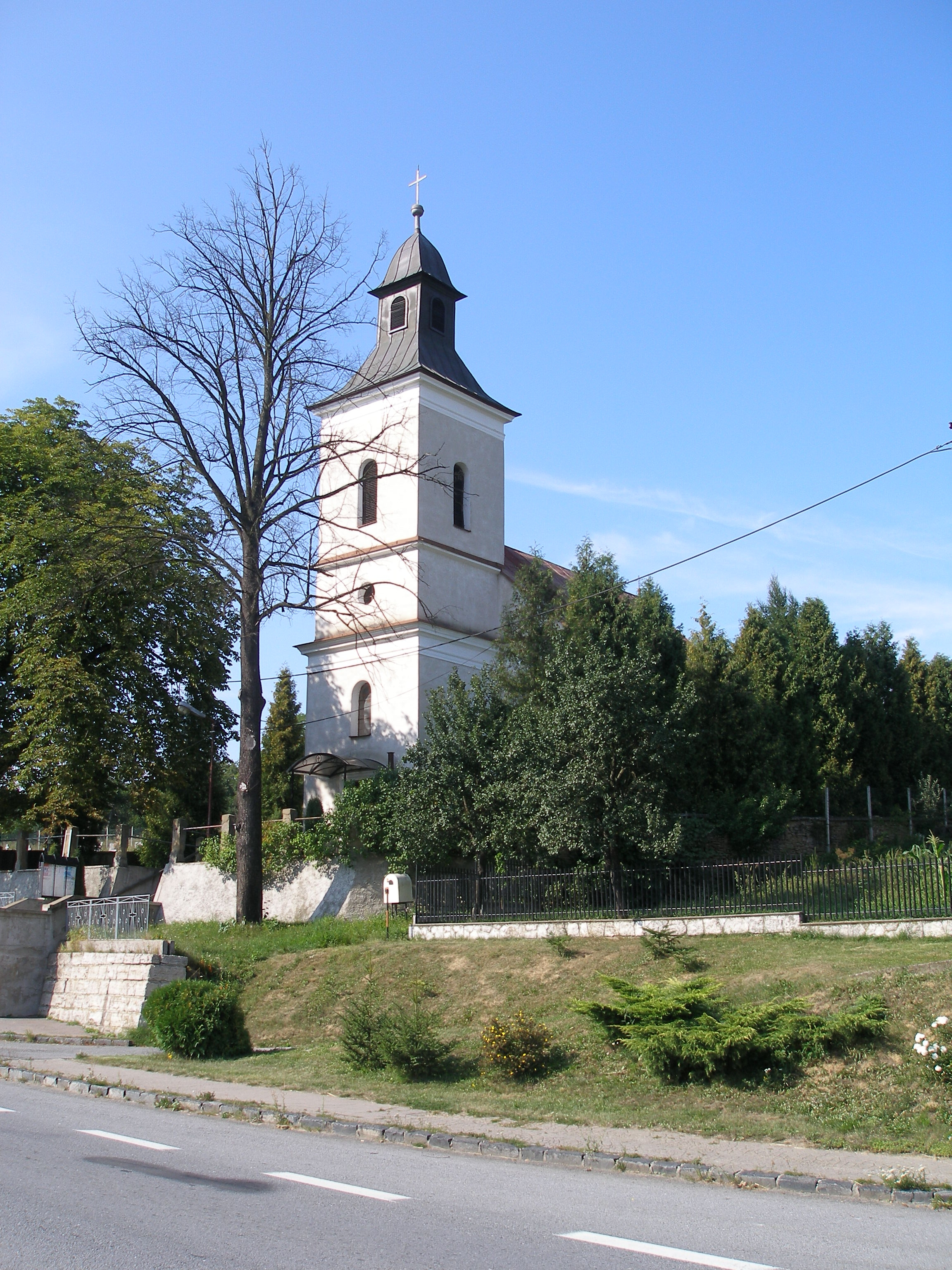
Kościół w miejscowości Bertotovce

Według danych z dnia 31 grudnia 2010, wieś zamieszkiwało 486 osób, w tym 233 kobiet i 253 mężczyzn.
W 2001 roku względem narodowości i przynależności etnicznej Słowacy stanowili 99,16% populacji, a Czesi 0,21%.
Ze względu na wyznawaną religię struktura mieszkańców kształtowała się w 2001 roku następująco:
- Katolicy rzymscy – 95,99%
- Grekokatolicy – 0,21%
- Ewangelicy – 2,74%
- Ateiści – 0,21%
- Nie podano – 0,84%